# Abiko Tōkichi

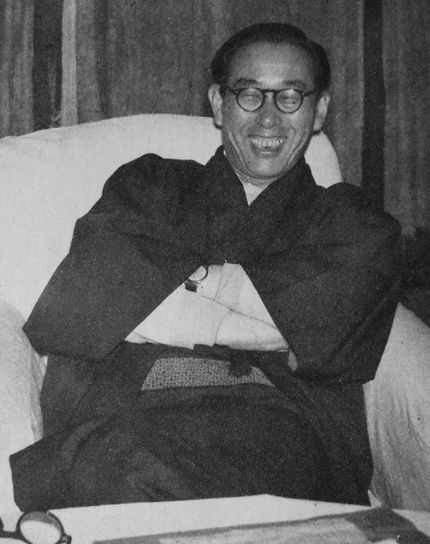
Abiko Tōkichi (1955)

Abiko Tōkichi (japanisch 安孫子 藤吉; * 22. Februar 1904 in Sagae, Präfektur Yamagata; † 6. April 1992) war ein japanischer Politiker der Liberaldemokratischen Partei (LDP), der unter anderem von 1955 bis 1973 Gouverneur von Yamagata sowie zwischen 1980 und 1981 im Kabinett Suzuki Innenminister sowie Vorsitzender der Nationalen Kommission für Öffentliche Sicherheit war.

## Leben
Abiko Tōkichi absolvierte ein Studium an der Juristischen Fakultät der Kaiserlichen Universität Tokio, trat im Anschluss in den Regierungsdienst und war zuletzt Generaldirektor der Lebensmittelbehörde. Bei der Wahl am 20. Februar 1955 wurde er als Nachfolger von Murayama Michio erstmals zum Gouverneur von Yamagata gewählt und bekleidete dieses Amt nach seinen Wiederwahlen am 5. Februar 1959, am 1. Februar 1963, am 22. Januar 1967 sowie am 26. Dezember 1970 18 Jahre lang von Februar 1955 bis Oktober 1973, woraufhin Itagaki Seiichirō neuer Gouverneur wurde. Seine Wiederwahl am 5. Februar 1959 war bis zu den Gouverneurswahlen am 27. Januar 2013 die letzte Gouverneurswahl in der Präfektur Yamagata, die ohne Abstimmung stattfand.
1974 wurde Abiko Tōkichi Mitglied des Sangiin, des Oberhauses des Parlaments (Kokkai), und vertrat in diesem für zwei Legislaturperioden bis 1986 die Präfektur Yamagata. Als Nachfolger von Teramoto Kōsaku war er von 1977 bis zu seiner Ablösung durch Kanno Gisaku 1978 Vorsitzender des Ausschusses für auswärtige Angelegenheiten des Oberhauses. Im Zuge einer Umbildung des Kabinetts Suzuki übernahm er am 17. Dezember 1980 von Ishiba Jirō den Posten als Minister für Selbstverwaltung (Innenminister) und war als solcher zugleich bis zum 30. November 1981 auch Vorsitzender der Nationalen Kommission für Öffentliche Sicherheit. Zum Ende seiner Parlamentszugehörigkeit wurde er im Dezember 1984 als Nachfolger von Shintani Torasaburō ältestes Mitglied des Oberhauses und war dieses bis zu seinem Ausscheiden aus dem Sangiin im Juli 1986, woraufhin Yaoita Masashi ältestes Mitglied wurde. Für seine langjährigen Verdienste wurde er mit dem Orden des Heiligen Schatzes 1. Klasse sowie dem Orden der Aufgehenden Sonne 1. Klasse ausgezeichnet.